# Tyniecka chałupa
Tyniecka chałupa – zabytkowy budynek znajdujący się w Krakowie, w dzielnicy VIII przy ulicy Benedyktyńskiej 42, w Tyńcu.
Zbudowano ją u podnóża wzgórza na którym stoi tyniecki klasztor benedyktynów.
Jest to zachowany w bardzo dobrym stanie typowy dom bogatego tynieckiego gospodarza. Budynek wzniesiono według tradycyjnego schematu. Jest to szerokofrontowa chałupa konstrukcji zrębowej. Pośrodku biegnie sień a po obu jej stronach znajdują się izby oraz komora i stajnia. Do każdego pomieszczenia prowadzą z sieni oddzielne drzwi.
Malowana jest w pasy, czym tynieckie domy różniły się od innych w powiecie krakowskim, które malowano najczęściej na jednolity błękitny kolor.